# Hanna Maron

Hanna Maron während einer Probe im Jahr 1957

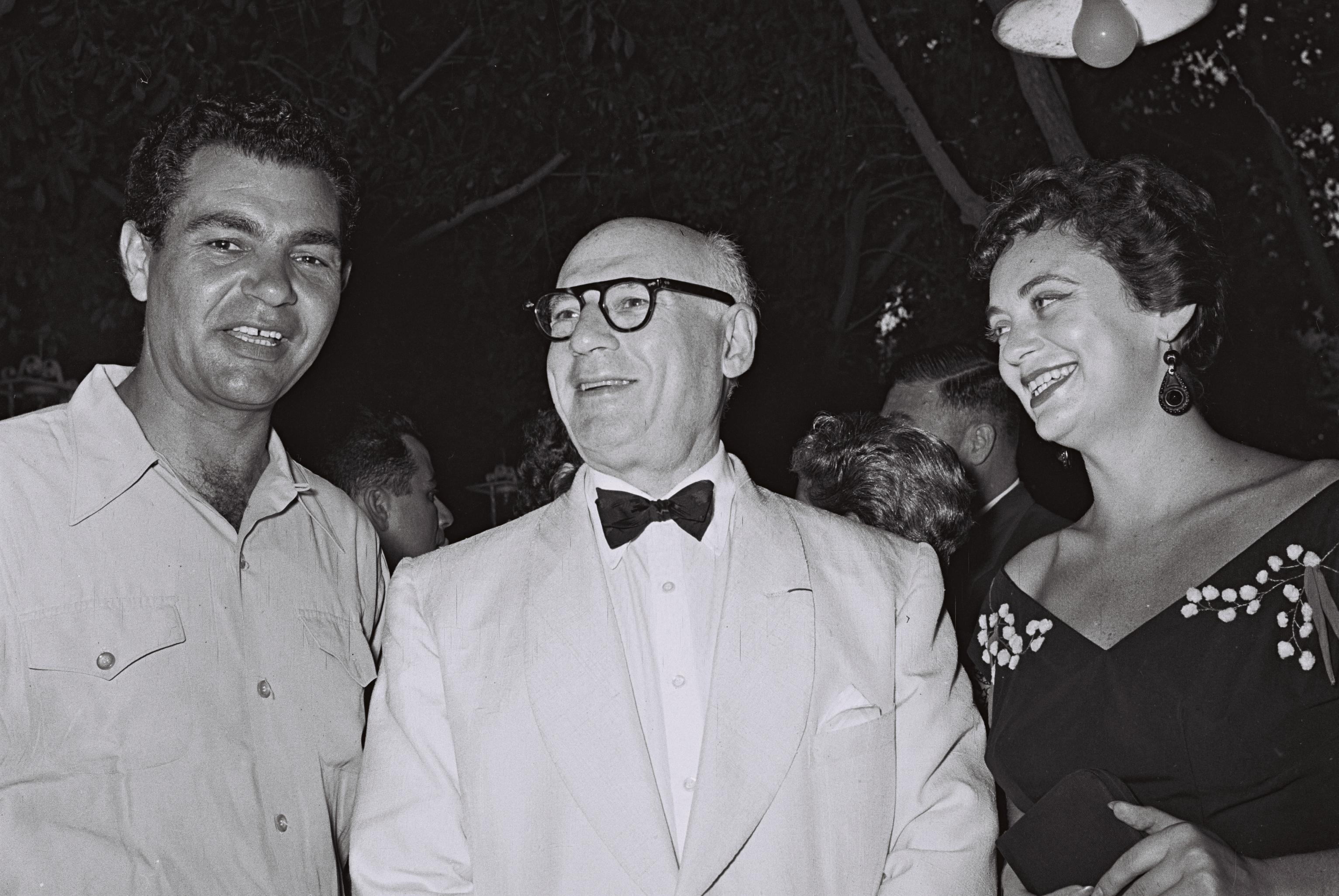
Hanna Maron (rechts) mit Yossi Yadin (links) und Sol Hurok (Mitte), 1954

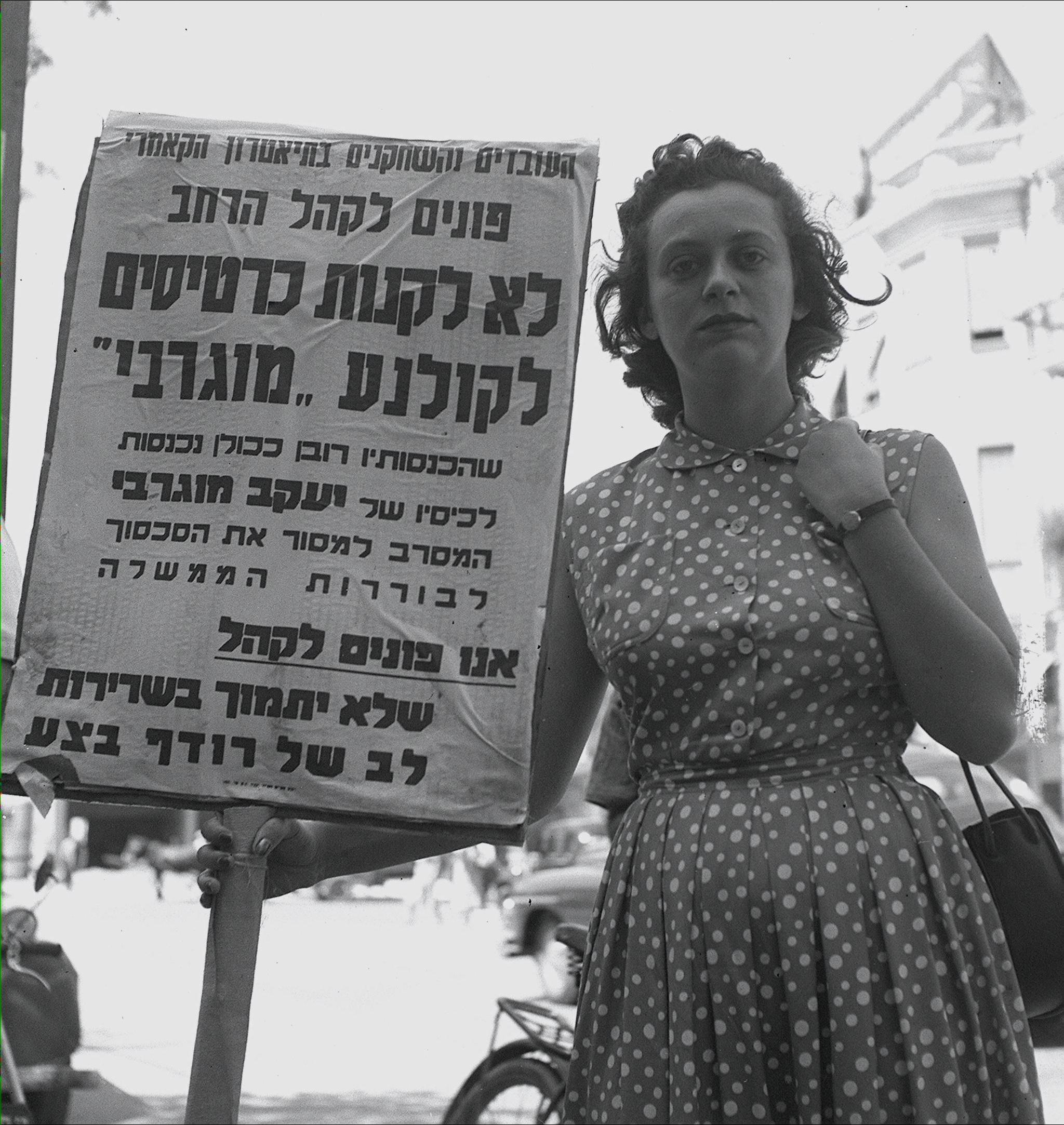
Hanna Maron demonstriert gegen die Eigentümer des Mugrabi-Filmtheaters in Tel Aviv, 1950

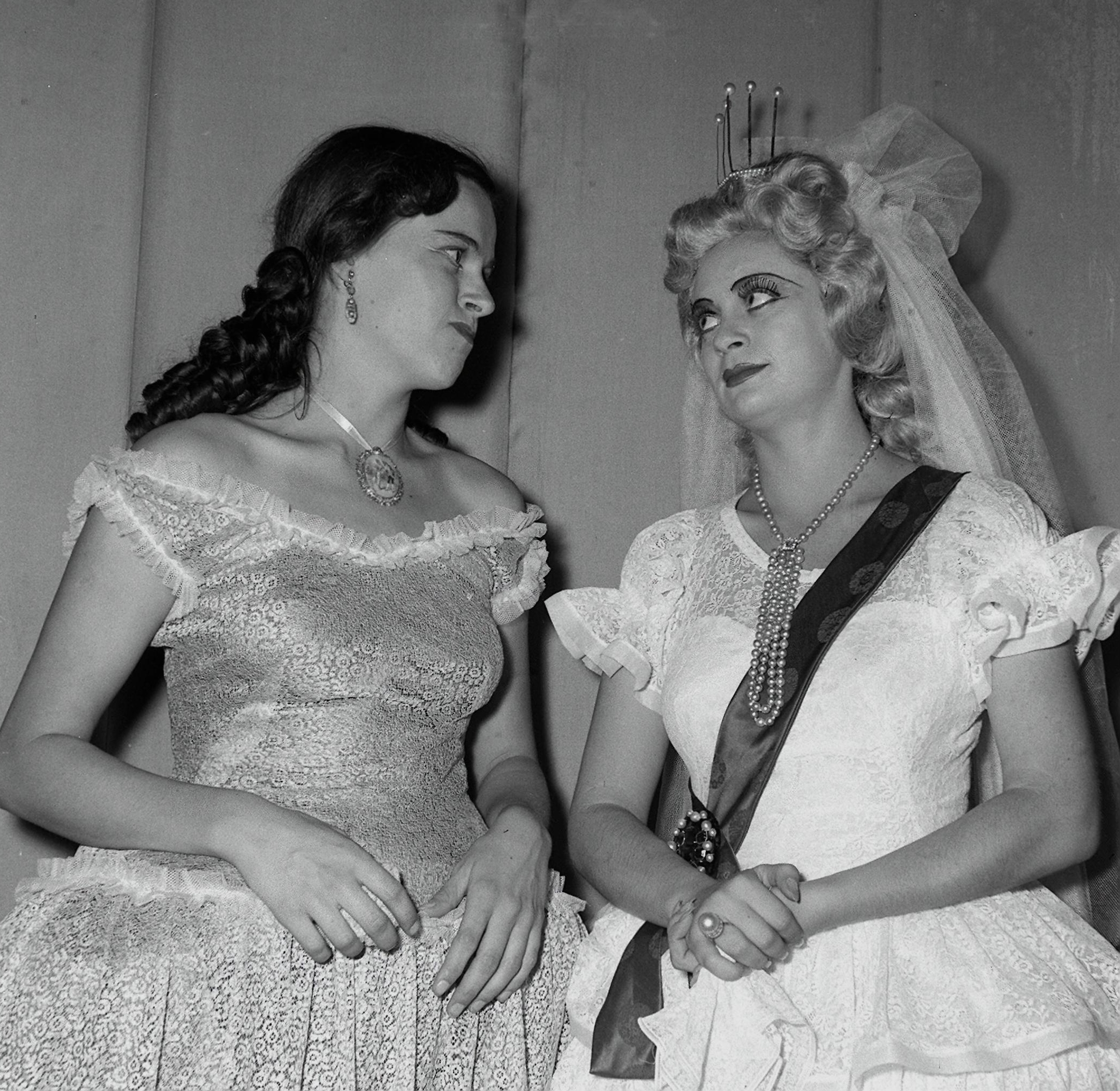
Hanna Maron und Orna Porat, Szene aus dem Jahre 1949

Hanna Maron (hebräisch חנה מרון; * 22. November 1923 in Berlin; † 30. Mai 2014 in Tel Aviv; ursprünglich: Hanna Meierzak, später: Channa Maron-Rechter) war eine israelische Schauspielerin und Israel-Preisträgerin des Jahres 1973 mit besonderer Auszeichnung im Rahmen der darstellenden Kunst. Sie war ein langjähriges Mitglied im Theaterensemble Cameri in Tel Aviv.

## Leben
Die Tochter eines Elektrikers wurde 1923 als Hanna Meierzak in Berlin geboren, ihre ehrgeizige Mutter sorgte dafür, dass sie mit vier Jahren als „Däumling“ bei Renée Stobrawa auf der Bühne stand. Unter dem Namen Hannele Meierzak spielte das Kind in einigen späten Stumm- und frühen Tonfilmen mit, unter anderen auch in M von Fritz Lang. In ihrem letzten deutschen Film hatte sie Hans Albers und einen Affen als Partner. Außerdem las sie Texte im Berliner Radio und trat weiterhin am Theater auf: 1931 spielte Hannele Meierzak die Pepita in Das schwache Geschlecht, eine Inszenierung Max Reinhardts. Im selben Jahr spielte sie das „Pünktchen“ in Gottfried Reinhardts Inszenierung von Erich Kästners Kinderroman Pünktchen und Anton am Deutschen Theater Berlin, „Anton“ war Hans Schaufuß. Im Jahr darauf spielte sie in Karlheinz Martins Inszenierung von Gerhart Hauptmanns Fuhrmann Henschel mit Emil Jannings.
Nach der Machtübergabe an die Nationalsozialisten 1933 wurde Hanna eingeladen, ein Lied für den Geburtstag einer prominenten NS-Persönlichkeit im Radio zu singen, was wohl auf einem Irrtum des Rundfunkdirektors beruhte. Ihre Mutter lehnte dieses Ansinnen ab, weil die Familie jüdisch war. Ihr Vater entschied für sich, nach Palästina auszuwandern, Hannele trat noch in Paris im Théâtre des Champs-Élysées bei Émile et les Détectives auf, bevor sie mit der Mutter nachkam.
Während des Zweiten Weltkrieges war sie Soldatin in der Jüdischen Brigade der britischen Armee und Mitglied der Musik- und Schauspielgruppe Me'ein Seh (wie solches) mit ihrem ersten Ehemann Yossi Yadin. Die beiden waren später im ersten Ensemble des Cameri-Theaters. Dort übernahm sie Hauptrollen in Stücken wie Alle meine Söhne, Hedda Gabler, Was ihr wollt, Medea und Die Glasmenagerie.
Bei einem Terroranschlag der palästinensischen Action Organization for the Liberation of Palestine (AOLP) am 10. Februar 1970 auf einen El-Al-Flug in der Transithalle des Münchner Flughafens wurde sie schwer verletzt und verlor ihren linken  Fuß durch eine Handgranate der drei Terroristen. Ein Jahr später stand sie, mit einer Prothese, als Medea wieder auf der Bühne.
Maron war sehr aktiv bei den Friedensorganisationen in Israel und ein Gast bei der Unterzeichnung des Oslo-Friedensprozesses in Washington. Sie trat für einen eigenen Palästinenserstaat in den Grenzen von 1967 ein.
Sie spielte auch in einigen israelischen Filmen mit und war Anfang der 1990er Jahre Mitbegründerin des Herzlia Theaters.
Hanna Maron war dreimal verheiratet und die Witwe des israelischen Architekten Yaakow Rechter. Ihre Tochter Dafna Rechter ist ebenfalls Schauspielerin.
Im Jahr 2016 schufen Barbara Yelin und David Polonsky je eine Graphic Novel mit Stationen aus dem Leben Marons.

## Filmografie
Kinofilme, wenn nicht anders angegeben
- 1929: Ehe in Not
- 1929: Meineid
- 1930: Gigolo
- 1931: M
- 1931: Nachtkolonne
- 1932: Das schöne Abenteuer
- 1933: Heut’ kommt’s drauf an
- 1953: Even al kol meel
- 1976: Doda Clara
- 1980: Die Beute des Geiers (Ha‘Ayit)
- 1982: Kvish L'Lo Motzah
- 1983–1986: Krovim Krovim (Fernsehserie)
- 1990: Z‘man emet
- 1998: Tag für Tag (Yom Yom)
- 2005: Krovim krovim: The Reunion (Fernsehfilm)